# Чапаевский завод по уничтожению химического оружия
Чапаевский завод по уничтожению химического оружия, Чапаевск-11 — завод по уничтожению химического оружия в городе Чапаевск, Самарская область, Россия.

## Место дислокации
Село Покровка Безенчукского района Куйбышевской (ныне Самарской) области (почтовый адрес Чапаевск-11), находящиеся в 12 км от центра города Чапаевск (объект «химплощадка»). Для строительства была избрана территория войсковой части № 42731, где с 1940-х годов находились склады химического оружия (ХО), в частности, склад № 433 Наркомата обороны СССР. Сюда же после начала ВОВ в декабре 1941 года была перевезена часть химического оружия из Москвы (Очаково, склад НКО № 136), а также большие партии стойких отравляющих веществ (ОВ) с военного завода № 102 (ныне Средне-Волжский завод химических удобрений, г. Чапаевск).
Строящемуся объекту был присвоен условный шифр «1212». Начальником объекта «1212» назначен командир войсковой части № 42731 полковник В. К. Соловьёв.

## Войсковые части, обеспечивающие строительство и эксплуатацию завода

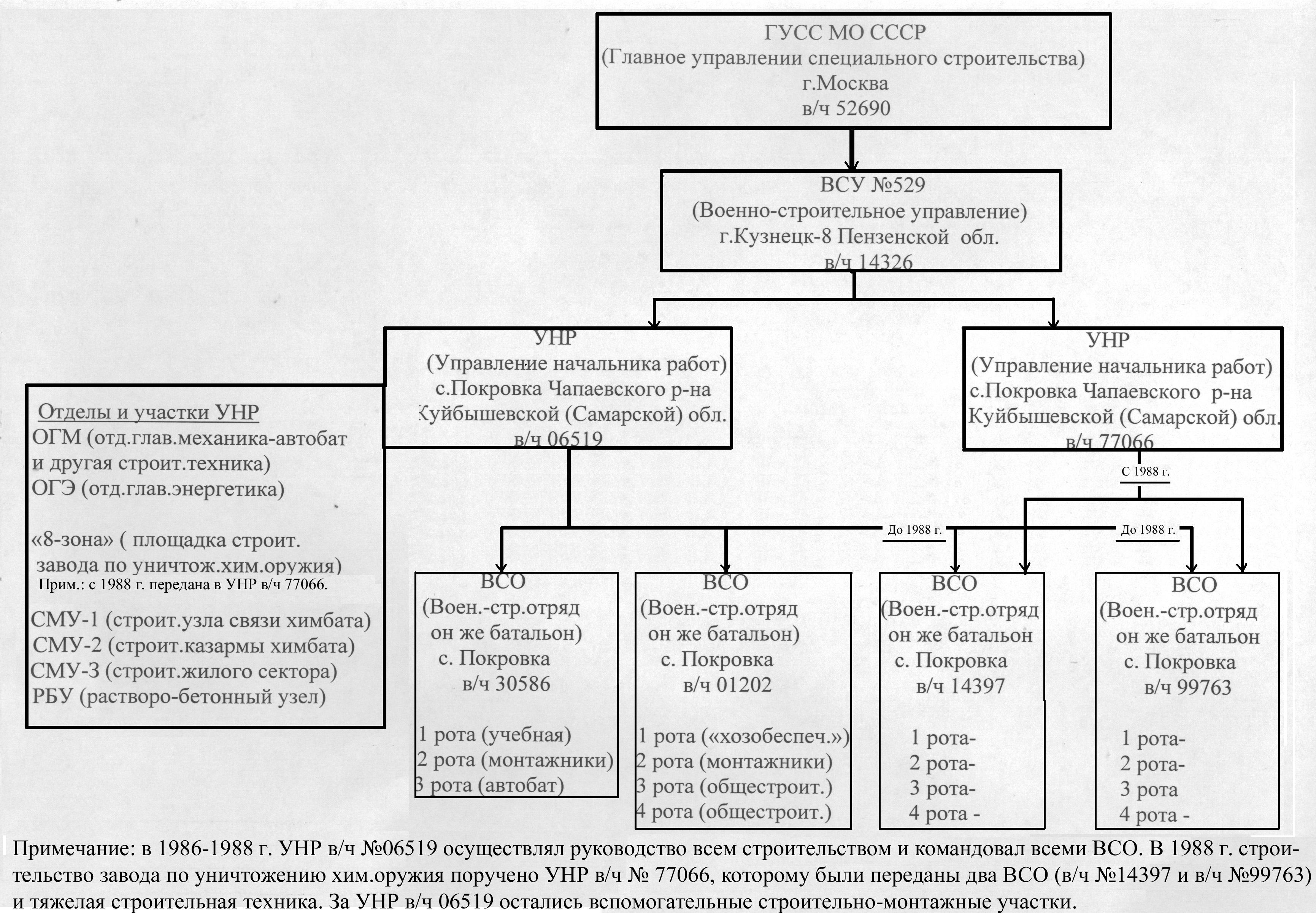
Структура военно-строительного управления в Чапаевске-11.

Строительство завода было поручено Главному управлению специального строительства (ГУСС, в/ч № 52690) МО Союза ССР.
Строительно-монтажные и пусконаладочные работы проводило 529 ВСУ, (в/ч № 14326, командир части полковник Г. С. Филиппов), дислоцировавшееся в г. Кузнецк-8 Пензенской области, входившее на тот период в систему ГУСС МО СССР.
Для выполнения поставленной задачи 529 ВСУ в Чапаевске-11 располагало 1048-е УНР (в/ч № 06519, командир подполковник Родионов В.Н., с 1988 года майор Жевлов).
В свою очередь УНР командовало приданными им военно-строительными отрядами (ВСО), они же военно-строительные батальоны, комплектуемые военнослужащими срочной службы. На химплощадке размещались четыре ВСО: в/ч № 30586 (командир подполковник Байболатов), в/ч № 01202 (командир майор Гилязов И.Г.), в/ч № 14397 (командир подполковник Каверда В.), в/ч № 99763 (командир майор Будник, с 1988 капитан Ермаков).
Указанные ВСО в 1986 году в полном составе были переброшены с Дальнего Востока (из Приморского края, г. Камень-Рыболов; из Хабаровска и других). Прибывших военных строителей размещали прямо в степи, на снегу, в необогреваемых брезентовых палатках, но, несмотря на достаточно суровые климатические условия приволжской зимы, отсутствие бытовых условий, недостаток строительной техники, штурмовщину, работы были начаты в установленные сроки.
Временные сооружения для размещения и обеспечения военных строителей, а так же РБЗ и автопарк строили СМУ (участки) капитана Строителева А. и капитана Шугаева Е. Большой личный вклад внесли майор Костенко П., капитан Емелин С., ст. л-ты Беленький А. и Шабельников И.
В 1988 г., для более эффективного руководства строительством, было принято решение реформировать управление строительством — в гарнизон прибыл УНР в/ч № 77066 (командир майор Шаров), которое сосредоточило на себе строительство промышленной зоны и которой была передана вся тяжелая строительная техника. Начальниками строительно-монтажных участков (СМУ) в промышленной зоне были капитан Лубинский И., майор Калмыков А. и др.
За 1048 УНР (в/ч № 06519) осталось задача строительства жилой зоны и вспомогательных объектов (очистных сооружений и др.). Начальниками СМУ в жилой зоне были: майор Канюшев В., старший лейтенант Романенко В. (узел связи), лейтенант Сергеев (казарма для химиков),  старший лейтенант Сердюченко В. (очистные сооружения, канализационная насосная станция, инженерные сети жилой зоны).
Эксплуатация объекта «1212», охрана и безопасность предприятия была возложена на батальоны химической защиты (в/ч № 42731 и в/ч № 42748), ныне войска РХБЗ.

## Хроника основных этапов строительства
04.11.1985: принято постановление ЦК КПСС и Совета Министров СССР  № 1057—313 о строительстве объектов по уничтожению химического оружия.
21.01.1986: начальником Генштаба МО СССР маршалом Ахромеевым С. Ф. утверждён акт выбора места строительства завода.
02.1986: о действительном характере будущего завода в Чапаевске проинформирован первый секретарь Куйбышевского обкома КПСС.
02.10.1986: утверждён технико-экономический расчёт завода решением Государственной экспертизы и инспекции МО СССР. Экспертное заключение № 8620. Предусматривалось согласование с Минздравом СССР вопросов мер безопасности и мероприятий по защите окружающей среды.
10.1986-12.1986: начата переброска с Дальнего Востока военно-строительных отрядов (войсковых частей).
1987: начато строительство завода.
06.08.1987: мировая общественность узнала о характере будущего завода в Чапаевске  из выступления Шеварднадзе Э. А. в Женеве на Конференции по разоружению.
15.01.1988: Минздрав СССР выдал положительное экспертное заключение с замечаниями.
25.01.1989: Минздравом СССР рекомендован проект завода к производству работ.
19.04.1989: государственной комиссией Совета Министров СССР по военно-промышленным вопросам утверждена концепция ликвидации химического оружия в СССР, предусматривающая строительство 4-х заводов по уничтожению химического оружия (в Чапаевске, Горном, Камбарке и  Новочебоксарске).
1989: запланировано начало пусконаладочных работ на заводе с уничтожением в течение года 4,7 тонн БОВ.
25.05.1989: комиссией Госкомприроды СССР подписан «Акт экспертной комиссии по экологической экспертизе проекта завода по уничтожению химического оружия в г. Чапаевске». В документе отражена фактическая последовательность операций по уничтожению боеприпасов с ФОВ: транспортировка изделий со складов хранения  в Чапаевск, детоксикация ОВ химическим методом, отгрузка образующихся при этом реакционных масс на химкомбинат в Новочебоксарск для сжигания. Комиссия была вынуждена принять решение «рекомендовать МО СССР проработать вопрос транспортировки ОВ, минуя станцию Чапаевск».
01.08.1989: завершение основных строительных и пусконаладочных работ. Начало массовых протестов населения Куйбышеской области против строительства завода.
05.09.1989: ЦК КПСС принял Постановление о перепрофилировании завода по уничтожению химического оружия в учебно-тренировочный центр, закрепленное Распоряжением Совмина СССР № 1564р, подписанного Рыжковым Н.И..

## Оборудование и технологии
Размер промзоны — около 18 га. Проектная мощность: предусматривалось в 1989 году уничтожить 4,7 тонн БОВ, в 1990 году около 100 тонн, а с 1991 года по 350 тонн фосфорорганических отравляющих веществ (ФОВ) в год.
Разработчики технологии: 33 НИИ МО СССР (в/ч № 61469), а также ГосНИИОХТ Минхимпрома СССР (предприятие п/я № 74). Основной изготовитель оборудования промышленных линий —   Химпром (Новочебоксарск). Процесс расснаряжения химбоеприпасов должен был осуществляться на четырёх технологических линиях: на двух артиллерийские снаряды с ёмкостью по БОВ до 8 литров, на одной линии ракетные и авиационные боеприпасы ёмкостью по БОВ до 260 литров, ещё на одной ракетные боеприпасы ёмкостью по БОВ свыше 260 литров.
Любое уничтожение химоружия предполагает две стадии — детоксикацию и утилизацию продуктов дегазации. Технология уничтожения на строящемся заводе повторяла способ ликвидации ФОВ, разработанного для передвижной установки «КУАСИ». Между тем установка «КУАСИ» предназначалась исключительно для ликвидации аварийных боеприпасов и не оснащалась какими-либо очистными устройствами и не предусматривалась для осуществления второй стадии процесса ликвидации БОВ (уничтожения реакционных масс). Контроль воздушной среды объекта (в безаварийный период) должен был осуществляться с помощью приборов «ФК-0072», «ГСА-80» и «СБМ-1М», которые имели невысокую чувствительность, только лишь на уровне ПДК. Завозить химическое оружие на предприятие предполагалось по железнодорожной ветке от станции «Чапаевск» Куйбышевской железной дороги, через центр города. Поскольку на данном предприятии не предполагалось полного цикла уничтожения, то жидкие реакционные массы планировалось так же вывозить железнодорожными цистернами на другое предприятие в Чувашии.

## Причины консервации объекта
Сложная экологическая обстановка в регионе из-за перегруженности химическими предприятиями народно-хозяйственного и военно-промышленного комплекса, недостатки разработанной технологии уничтожения химического оружия, обусловили массовые протесты населения. В этих условиях горбачевское руководство СССР приняло решение о перепрофилировании завода по уничтожению химического оружия в учебно-тренировочный центр. Убытки от строительства только за 1986 — 1989 годы составили около 150 миллионов рублей. До настоящего времени объект законсервирован.